# إيفانو بالدانزيدو
ايفانو بالدانزيدو (11 أبريل 1986 في إيطاليا - ) هو لاعب كرة قدم إيطالي في مركز الدفاع. لعب مع نادي أفيلينو ونادي أنكونا ونادي إمبولي ونادي سبيزيا ونادي لوكيزي وASD Città di Foligno 1928 ‏ وUS Massese 1919 ‏ ولاتينا كالتشيو ونادي فيرتوس إينتيلا ويوفي ستابيا.

## وصلات خارجية
- ايفانو بالدانزيدو على موقع قاعدة بيانات كرة القدم.إي يو (الإنجليزية)
- ايفانو بالدانزيدو على موقع Soccerway.com (الإنجليزية)
- ايفانو بالدانزيدو على موقع عالم كرة القدم.نت (الإنجليزية)
- ايفانو بالدانزيدو على موقع AS.com (الإسبانية)